# 广东工团军
广东工团军，正式名称是广东工人自卫军，是中国共产党在广东地区领导建立的最早的工人武装力量之一，活跃于國共合作时期。该武装于1924年8月在广州正式成立，旨在对抗广东商团，并支持国民革命，並於商團事變後解散。工团军存在时间虽短，但在中共早期的軍事活動中发挥了重要作用，尤其是在鎮壓廣州商團事變中表现突出。

## 起源
1924年，广州拥有约20万工人。在国共合作背景下，中共广东区委积极推动建立由中共直接领导的工农武装，以应对由陈廉伯、陈恭受等人领导的商团军的威胁。广州工人代表会（简称工代会）在中共广东区委指导下，于1924年5月召开成立大会，通过决议筹建工团军。8月19日，工代会正式决定编练工团军，从工会中挑选300余名青壮年工人组成。8月27日，广东工团军正式成立，由共产党员施卜担任团长，刘公素、胡超任副团长。工团军以工会为单位，采用“三三制”编制（10人为一分队，3分队为1小队，3小队为1中队，3中队为1大队），共设30余个分队。成员胸前佩戴蓝布带，上书“广东工团军”字样。
工团军的组建得到国民党中央和广东革命政府的支持。国民党中央工人部长、广东省长廖仲恺批准其组织章程，并提供枪械、服装和给养。工团军由广州工代会执行委员会直接指挥，下设军事委员会负责具体指挥事务。《工团军简章》规定，其宗旨为“辅助革命政府，镇压反革命行动，尤其注重保护工人，防御海盗之侵略”，并明确其职责包括保护工人免受外界压迫及维护工会安全。

## 训练与组织
广东工团军注重军事训练和政治教育，聘请黄埔军校学生担任教练，负责军事技能和政治思想教育。广州工代会执行委员会主席刘尔崧亲自参与政治教育工作。训练课程包括每日“两操两讲”，强调纪律严明和服从指挥，力求在短期内提升战斗力。工团军的纪律性和组织性较强。
9月中旬，工团军扩建为广东全省工团军，并发表《广东全省工团军成立宣言》，明确其目标为“在帝国主义和军阀双重压迫下，通过武装自卫拥护工人利益，协助革命政府推进国民革命”。

## 主要活动
广东工团军在成立后迅速投入对抗商团军的斗争。1924年8月，商团军军火被广东軍政府扣留，商团随即罢市并施压政府。工团军与其他中共組織一同坚决支持政府扣留军火的决定，并要求将没收的军械拨给中共的工团军和农民自卫军使用。
9月20日，孙中山调工团军和农民自卫军前往韶关，负责宣传国民革命理念，扩大反军阀、反帝国主义的影响力。在韶关，工团军接受孙中山检阅并宣誓支持北伐。
10月10日，工团军與商團軍爆發武裝衝突。中共广东区委号召工团军准备作战，联合其农民自卫军、黄埔学生军及政府军队，于10月15日參與作戰。

## 解散
商团事變平定后，工团军任务基本完成。1924年10月19日，广州工代会召开大会，决定工团军服务期满后退伍。10月30日，在广州惠州会馆举行退伍仪式，由国民党中央工人部秘书，中共黨員冯菊坡主持，廖仲恺及苏联顾问鲍罗廷等人发表演说，场面热烈。工团军正式解散，其成员多返回工会或加入其他國共兩黨的武装，如省港罢工工人纠察队和各地农民自卫军，成为后续中共工农运动的骨干力量。

## 历史意义
广东工团军是中国共产党在国共合作时期建立的第一支由其直接领导的工人武装力量，虽然仅存在两个多月，但意义深远。其成功协助平定商團事變，维护了广东軍政府的稳定。同时，工团军的组建和训练为中共培养了一批军事人才，为后续其武装的发展积累了经验。